# Autorité européenne des marchés financiers
L'Autorité européenne des marchés financiers (AEMF; en anglais European Securities and Markets Authority (ESMA)) est une autorité de surveillance européenne indépendante, installée à Paris.
Elle a remplacé, à compter du 1er janvier 2011, le Comité européen des régulateurs de marchés de valeurs mobilières (CESR - Committee of European Securities Regulators). Elle constitue une des trois nouvelles autorités de supervision européennes instaurées pour constituer le Système européen de supervision financière, les deux autres étant l'Autorité bancaire européenne (ABE) et l'Autorité européenne des assurances et des pensions professionnelles (AEAPP).

## Fonctionnement
En interne, le Conseil des superviseurs prend les décisions et approuve le travail fait par l'AEMF, qui se situe aux niveaux 2, 3 et 4 de la régulation européenne.
Le Conseil des superviseurs est composé des dirigeants des 27 autorités de régulation nationales, plus des observateurs de l'Islande, du Liechtenstein, de la Norvège et de la Commission européenne. Un représentant de l'Autorité bancaire européenne, de l'Autorité européenne des assurances et des pensions professionnelles et du Système européen de supervision financière y siègent aussi.
Au sein de ce conseil :
- les décisions concernant les standards techniques et les « instructions générales » (« guidelines » en anglais) sont prises par la majorité qualifiée ;
- pour le reste les décisions sont prises par vote à la majorité simple (un vote par membre national).

Le siège de l'Autorité européenne des marchés financiers est situé à Paris.

## Comités permanents et réseaux
De façon générale, le travail au jour le jour destiné à préparer des propositions pour le Conseil des superviseurs est réalisé au sein de comités permanents créés au moment de l'existence du CESR (prédécesseur de l'AEMF). Ces comités sont présidés par des représentants nationaux (qui sont habituellement membres du Conseil des superviseurs). Ils regroupent des experts nationaux, assistés par les employés de l'AEMF, qui jouent le rôle de rapporteurs des comités.
Chaque comité permanent met généralement en place un groupe de travail consultatif, constitué de praticiens, consommateurs et utilisateurs. Ce groupe de travail contribue à la mise au point des propositions.
Lorsqu'un document est destiné à une consultation publique, et une fois qu'il est adopté par le Conseil des superviseurs, il est mis en ligne sur le site de l'AEMF et une audition publique est souvent organisée.
Le but des Comités Permanents de l'AEMF est aussi de renforcer les liens entre les régulateurs dans un domaine particulier afin de les aider à mettre au point des références communes.

### Comités permanents existant
Les comités permanents existant sont :
- le comité permanent à l'innovation financière, présidé par Anneli Tuominen (Finlande).
- le comité permanent aux marches secondaires, présidé par Martin Wheatley (Royaume-Uni).
- le comité permanent à la protection des consommateurs et aux intermédiaires, présidé Jean-Paul Servais (Belgique).
- le comité permanent aux déclarations des entreprises, présidé Hannelore Lausch (Allemagne).
- le comité permanent au post-marché, présidé par Giuseppe Vegas (Italie).
- le comité permanent à la gestion des investissements, présidé par Gareth Murphy (Irlande).
- le comité permanent à la finance d'entreprise, présidé par Gérard Rameix (France).
- et le comité permanent à l'intégrité des marchés, présidé par Konstantinos Botopoulos (Grèce).